# Cebrella lingga
Cebrella lingga is een vlinder uit de familie van de Lycaenidae. De wetenschappelijke naam van de soort is voor het eerst gepubliceerd in 1912 door John Coney Moulton.
De soort komt voor in Maleisië (Sarawak).